# St-Mathieu (Quimper)

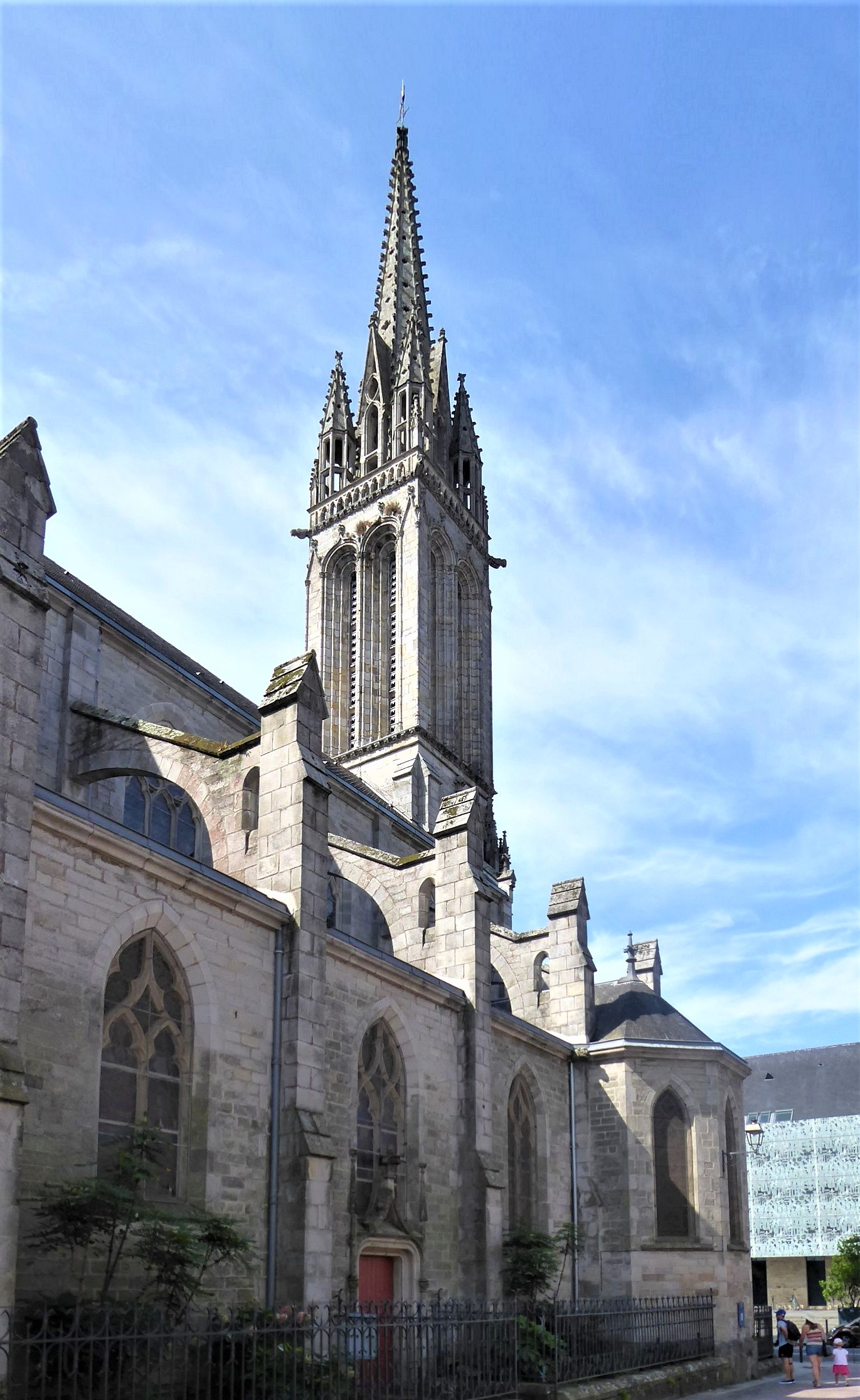
Kirche St-Mathieu

St-Mathieu ist eine römisch-katholische Pfarrkirche in Quimper im Département Finistère in der Bretagne. Die Kirche prägt mit ihrem markanten Turm neben der Kathedrale Saint-Corentin das Stadtbild.

## Geschichte

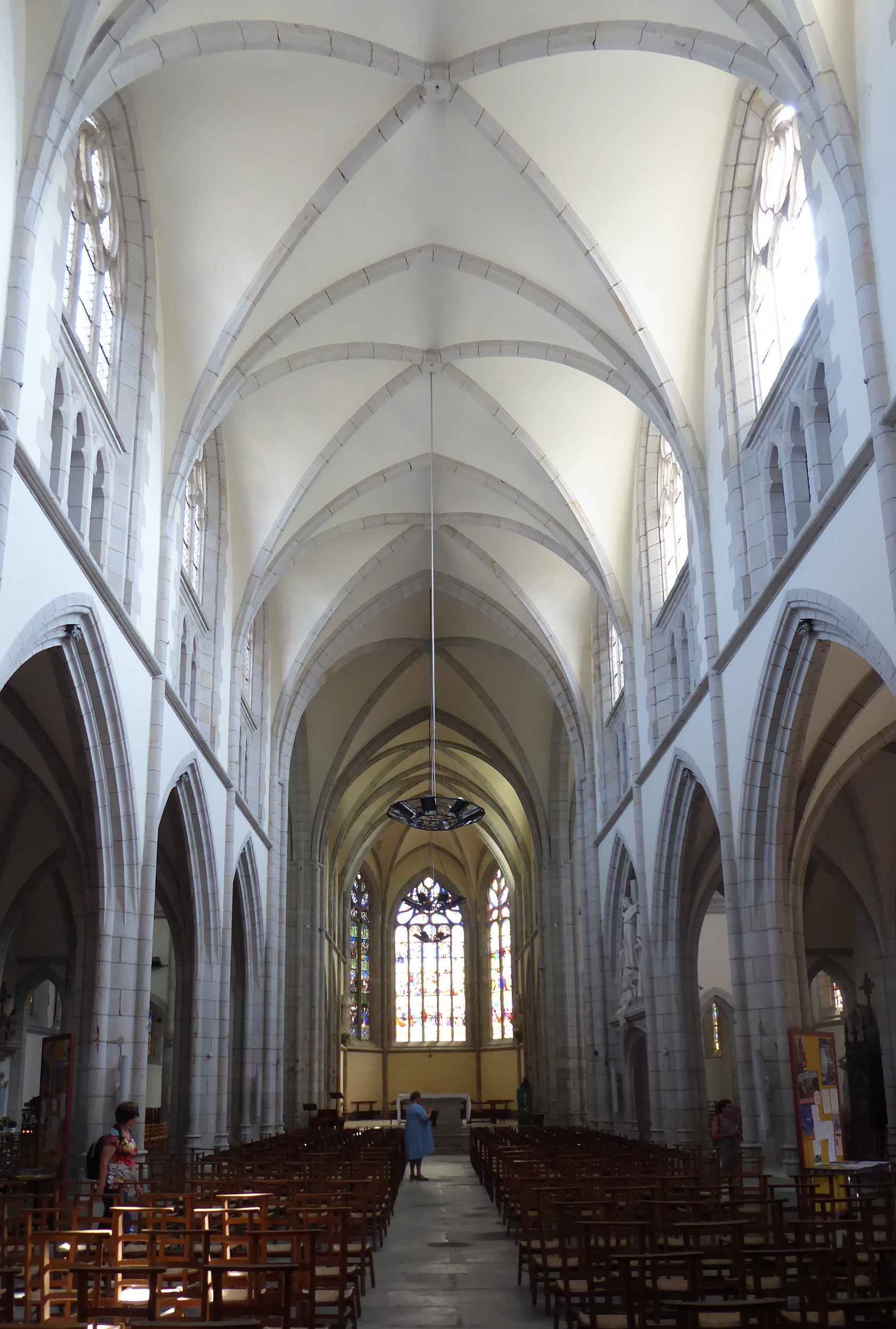
Blick durch das Langhaus

Die zu Ehren des Apostels Matthäus geweihte Kirche ist der dritte Bau an der heutigen Stelle. Das Gotteshaus wurde zum ersten Mal schriftlich erwähnt, als es 1209 von Guy de Thouars, Herzog der Bretagne, dem Bischof von Quimper geschenkt wurde. Die Pfarrei Saint-Mathieu wurde vermutlich Ende des 12. Jahrhunderts im Auftrag der Herzöge der Bretagne gegründet, um die westlich der ummauerten Stadt Quimper gebildete Besiedlung zu bedienen. 1220 schenkte Bischof Renaud dem Domkapitel die Patronatsrechte der Kirche St-Mathieu. Dort verblieben sie bis zur Französischen Revolution, nach deren Ausbruch die Kirche als Futterlager und Stall genutzt wurde.
Die heutige neugotische Pfarrkirche ersetzt einen spätgotischen am 28. Oktober 1514 geweihten Bau, der im 15./16. Jahrhundert anstelle einer ersten romanischen Kirche errichtet worden war. Der Westturm wurde 1845 nach Plänen des Diözesanarchitekten Joseph Bigot erbaut. Das Langhaus, Querschiff und Chor wurden ab Februar 1895 bis 1897 nach Entwürfen von Gustave Bigot auf kreuzförmigem Grundriss auf den Fundamenten der gotischen Kirche errichtet. Die gotische Vorgängerkirche hatte als Ausstattung ein großes Glasfenster, das die Passion Christi darstellt; es konnte in die neue Pfarrkirche übernommen werden. Außerdem ist ein Kreuzigungsfenster aus dem 17. Jahrhundert erhalten. Die Predigtkanzel mit drei Flachreliefs ist das Werk von Antrou de Quimper und stammt aus dem Jahr 1897. Die Weihe der Kirche erfolgte am 21. September 1897.